# Schizonycha usambarae
Schizonycha usambarae är en skalbaggsart som beskrevs av Brenske 1898. Schizonycha usambarae ingår i släktet Schizonycha och familjen Melolonthidae. Inga underarter finns listade i Catalogue of Life.